# Andrew V. McLaglen
Andrew Victor McLaglen (Londres, 28 de julio de 1920 − Friday Harbor, 30 de agosto de 2014) fue un director de cine, de televisión y actor ocasional de origen británico, con nacionalidad estadounidense.

## Biografía
Era hijo del actor británico Victor McLaglen y Enid Lamont. Andrew, en su primer matrimonio junto a su mujer la actriz Veda Ann Borg, fue padre de un hijo, Andrew Victor McLaglen II.
En su segundo matrimonio, con Mary, fueron padres de dos hijos más, Mary (productora) y Josh (ayudante de dirección).
McLaglen, de una familia de cineastas que incluye a cinco tíos, creció en el mundo de las películas con "padres" como John Wayne y John Ford. Tras trabajar como ayudante de dirección en algunas producciones menores, Ford le dio el trabajo de ayudante en la película The Quiet Man (1952).
Después de seguir siendo ayudante de dirección en otras películas, McLaglen dirigió su primera película, Gun The Man Down (1956), un western de serie B con James Arness, Angie Dickinson y Harry Carey, Jr. como protagonistas.
Tras esto comenzó una extensa carrera en la televisión, dirigiendo episodios de Perry Mason (7), "Gunslinger" (5), "Rawhide" (6), y después 99 episodios de "Have Gun – Will Travel", "The Lieutenant" (4), "El virginiano" (2), y 96 episodios de "Gunsmoke".
Volviendo al cine, dirigió  El valle de la violencia (1965) y The Rare Breed (1966), ambas junto a James Stewart; La brigada del diablo (1968), Mitchell (1975), Patos Salvajes (1978), North Sea Hijack (1979), y Lobos Marinos (1980), la mayoría westerns, pero después se especializó en películas de guerra o acción, siendo El regreso del río Kwai (1989) la última que dirigió. También trabajó muchas veces junto a John Wayne en películas como El gran McLintock (1963), Los luchadores del infierno (1968), The Undefeated (1969), Chisum (1970), y La soga de la horca (1973).
También dirigió la película Los últimos hombres duros (1976), en la que actuaron Charlton Heston y James Coburn como protagonistas.
Durante los últimos años de su vida vivió en Friday Harbor, isla de San Juan (Washington), dirigiendo obras y espectáculos para el San Juan Island Community Theater.

## Filmografía
- Killer Shark (1950)
- Gun the Man Down (1956)
- Man in the Vault (1956)
- The Abductors (1957)
- Freckles (1960)
- El gran McLintock (McLintock!, 1963)
- El valle de la violencia (Shenandoah, 1965)
- The Rare Breed (1966)
- The Ballad of Josie (1967)
- Monkeys, Go Home! (1967)
- Camino de Oregón (The Way West, 1967)
- La brigada del diablo (The Devil's Brigade, 1968)
- Bandolero (Bandolero!, 1968)
- Los luchadores del infierno (Hellfighters, 1968)
- The Undefeated (1969)
- Chisum (1970)
- Asalto al último tren (One More Train to Rob, 1971)
- Cerco de fuego (Fool's Parade, 1971)
- Something Big (1971)
- La soga de la horca (Cahill U.S. Marshal, 1973)
- Mitchell (1975)
- Los últimos hombres duros (The Last Hard Men, 1976)
- Cerco roto (Breakthrough, 1979), secuela de La cruz de hierro
- Rescate en el mar del Norte (North Sea Hijack) (1979)
- Lobos marinos (The Sea Wolves, 1980)
- Sahara (1983)
- Eye of the Window (1989)
- El regreso del río Kwai (1989)